# Nerinéer
Nerinéer (Nerineoidea) är en utdöd överfamilj eller ordning av snäckor med Nerinea som sitt viktigaste släkte, karaktäriserat av vanligen spetsigt tornformat skal med kort kanal och kraftiga spiralveck i vindningarnars inre.
Härigenom blev skalet tjockt och kompakt. Nerinéerna förekommeri organogena kalkstenar, vanligen revkalkstenar, avlagrade på grunt vatten i bränningszonen under mesozoikum, i synnerhet under den yngre delen av juraperioden och under Kritperioden. Kalkstenar mer nerinéer är vanliga i södra Europas och den ekvatoriala zonens kritbildningar. Nerinéer anses ha krävt ett varmt klimat.
Tillhörande familjer är:
- † Nerineidae
- † Ceritellidae
- † Nerinellidae